# Вяз (Кировская область)
Вяз — село в Пасеговском сельском поселении Кирово-Чепецкого района Кировской области.

## География
Расстояние до центра поселения (село Пасегово) — 15 км, до областного центра — столько же. Ранее через село проходил Кукарский тракт. Местоположение села возвышенное, реки ближе пяти километров нет. Вокруг села мелкие перелески, но в 2 км к югу начинается сосновый бор.

## История

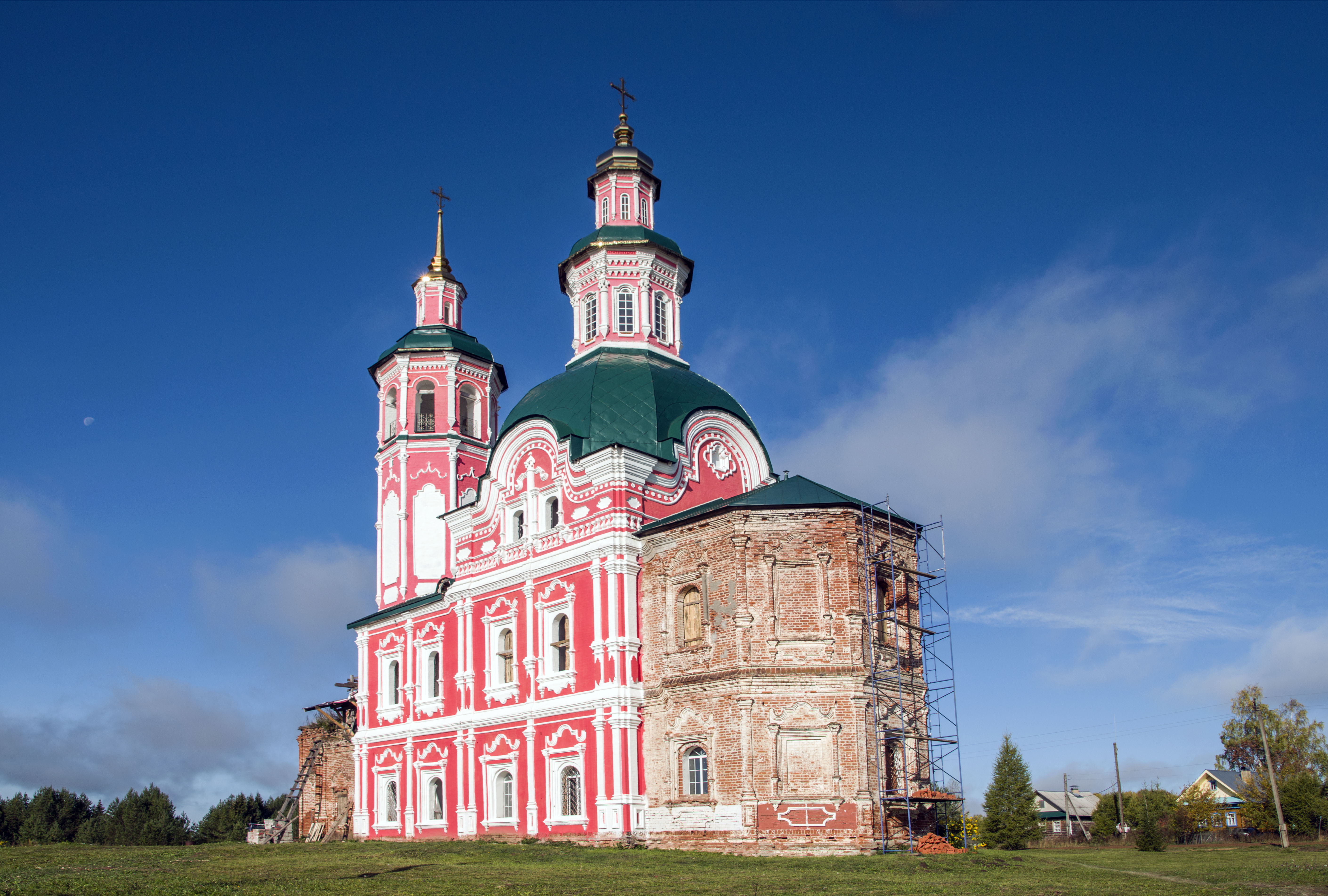
Церковь Спаса Всемилостивого с. Вяз

Фреска Спасской церкви

Храмозданная грамота на построение деревянной церкви Спаса Всемилостивого в 1695 году дана архиепископом Ионой. В 1764 году её отстроили заново, а в 1779 году перевезли на Ахтырское кладбище города Вятки.
Каменная церковь в селе была построена в 1773—1777 годах. Является образцом вятского варианта московского барокко, отличается искусной резьбой по камню. Приход состоял из 22 селений. В селе было 2 смешанные школы: от министерства народного просвещения и церковно-приходская. Большинство жителей занимались выделкой валяной обуви, были гармонщики, шорники.
Согласно переписи населения 1926 года село — центр Вязовского сельсовета, имело население 30 человек. (9 хозяйств).
В 1970—1980 годах в селе Вяз находилось отделение совхоза «Пасеговский», в настоящее время осталось несколько жилых домов, ведётся дачное строительство.
Из старинных построек остались церковь (в 1983 году здание было поставлено под охрану государством, ныне в нём отреставрирована часть первого этажа, заново перекрыта часть крыши) и бывший дом священника, в котором сейчас располагается община, созданная из бездомных священником о. Владимиром Трухиным. В будущем предполагается создание в селе Вяз мужского монастыря.

## Население
| 2010 |
| ---- |
| 8    |